# Мішен (Канзас)
Мішен (англ. Mission) — місто (англ. city) в США, в окрузі Джонсон штату Канзас. Населення — 9954 особи (2020).

## Географія
Мішен розташований за координатами 39°1′36″ пн. ш. 94°39′25″ зх. д. / 39.02667° пн. ш. 94.65694° зх. д. (39.026774, -94.656962).  За даними Бюро перепису населення США в 2010 році місто мало площу 6,93 км², з яких 6,91 км² — суходіл та 0,02 км² — водойми.

## Демографія
Згідно з переписом 2010 року, у місті мешкали 9323 особи в 5000 домогосподарствах у складі 2130 родин. Густота населення становила 1346 осіб/км².  Було 5477 помешкань (791/км²).
Расовий склад населення:
| - 84,6 % — білих - 5,5 % — чорних або афроамериканців - 3,9 % — азіатів - 0,4 % — корінних американців - 2,6 % — осіб інших рас |

До двох чи більше рас належало 3,0 %. Частка іспаномовних становила 8,2 % від усіх жителів.
За віковим діапазоном населення розподілялося таким чином: 16,1 % — особи молодші 18 років, 70,5 % — особи у віці 18—64 років, 13,4 % — особи у віці 65 років та старші. Медіана віку мешканця становила 35,2 року. На 100 осіб жіночої статі у місті припадало 90,5 чоловіків;  на 100 жінок у віці від 18 років та старших — 89,7 чоловіків також старших 18 років.
Середній дохід на одне домашнє господарство  становив 65 968 доларів США (медіана — 55 234), а середній дохід на одну сім'ю — 81 582 долари (медіана — 74 688). Медіана доходів становила 51 667 доларів для чоловіків та 41 763 долари для жінок. За межею бідності перебувало 7,3 % осіб, у тому числі 3,0 % дітей у віці до 18 років та 3,6 % осіб у віці 65 років та старших.
Цивільне працевлаштоване населення становило 5784 особи. Основні галузі зайнятості: освіта, охорона здоров'я та соціальна допомога — 23,6 %, науковці, спеціалісти, менеджери — 16,1 %, роздрібна торгівля — 9,3 %, фінанси, страхування та нерухомість — 9,1 %.